# Joris Gratwohl

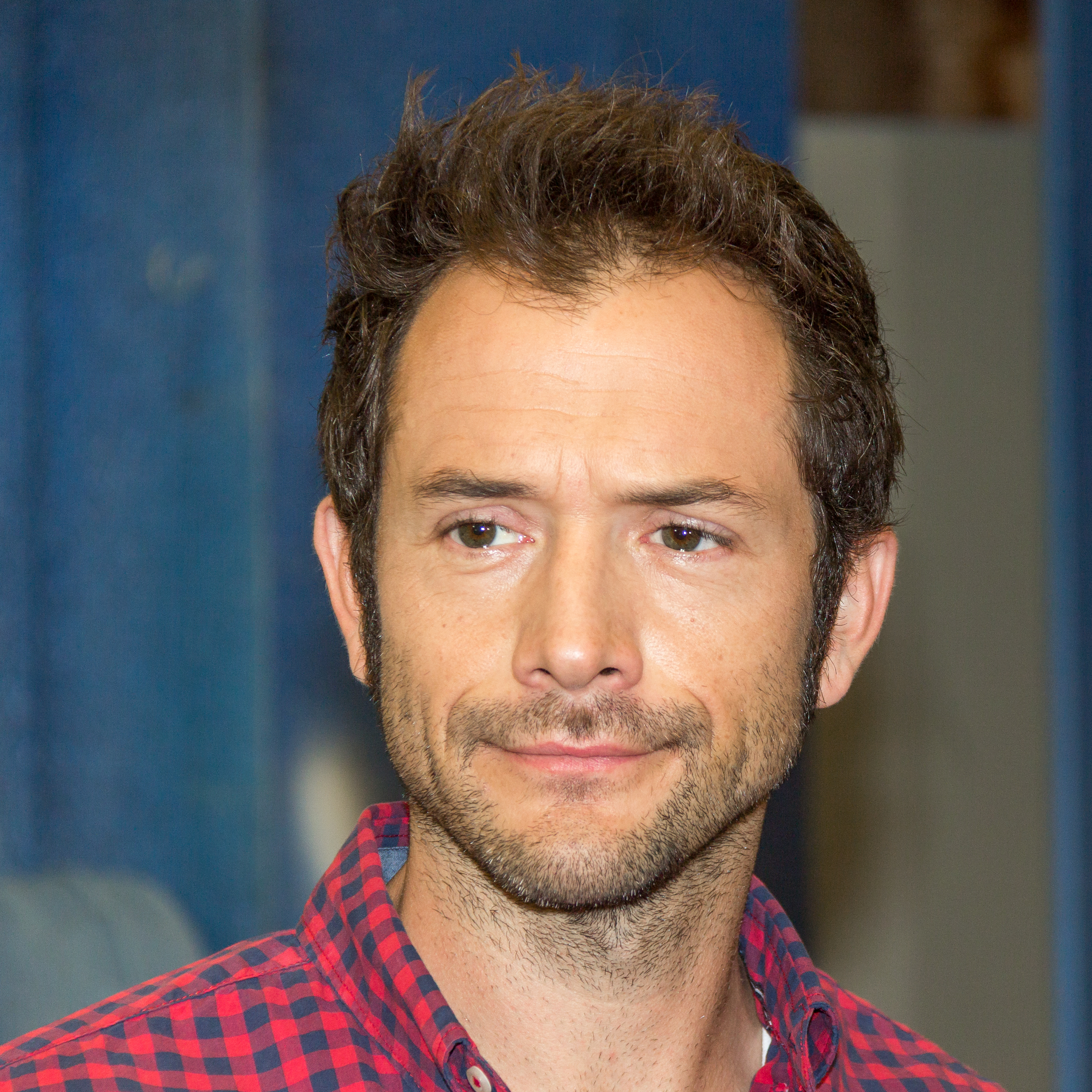
Joris Gratwohl (2015)

Joris Gratwohl (* 27. Juni 1973 in Olten, Schweiz) ist ein Schweizer Schauspieler und ehemaliger Fußballspieler. Er wurde als Alex Behrend in der ARD-Serie Lindenstraße bekannt. 

## Leben
Der einstige Fußballprofi des FC Aarau ließ sich von 1995 bis 1999 in Zürich als Schauspieler ausbilden. Am Theater spielte er unter anderem den Jason in Christa Wolfs Medea und den Moritz Stiefel in Frank Wedekinds Frühlings Erwachen. Nach mehreren Kurzfilmen, in der Schweizer Serie Lüthi und Blanc sowie in den deutschen Serien SOKO München, SOKO Köln, Die Rettungsflieger und Alarm für Cobra 11 – Die Autobahnpolizei hatte er Kinorollen unter anderem in Das Wunder von Bern und Grounding – Die letzten Tage der Swissair. In der Schweizer Produktion Flanke ins All (Cobra Film) spielte er die Hauptrolle. Er wirkte 2006 sowie 2008 in der Doku-Soap Der Match des Schweizer Fernsehens mit.
2009 war er unter anderem in der ndF-Produktion Baby frei Haus im Ersten zu sehen. Seine bekannteste Rolle ist die des Alexander „Alex“ Behrend, die er von November 2000 (Folge 781) bis zur Einstellung im März 2020 (Folge 1758) in der ARD-Serie Lindenstraße verkörperte. 2014 spielte er in der Uraufführung der grossen Freilichtinszenierung 1476 – Die Geschichte um die Murtenschlacht die Hauptrolle Adrian von Bubenberg. Gratwohl schrieb und spielt zusammen mit dem Kollegen Ingo Heise das Theaterstück Die Glorreichen Zwei, das 2010 in Köln Premiere hatte. 2016 war er als Co-Autor für den Dokumentarfilm Die Villa Massimo von Iain Dilthey tätig. 2016 spielte er in der vierten Staffel von Der Bestatter mit. 2018 war Gratwohl in dem Kinofilm Mario von Marcel Gisler zu sehen. 
2018/2019 schrieb er sein zweites Theaterstück In der Mitte. Premiere war im Dezember 2019 in Köln unter der Regie von Stefan Rogge. 2021/22 schrieb und inszenierte er ein Wort.Musik.Theater mit dem Titel Ein Manuskript – springen verboten, das im Frühjahr 2022 uraufgeführt wurde. 2023 ist er bei Amazon Prime in Hillarious mit Martina Hill zu sehen und bei Netflix in der Serie Liebes Kind.
Gratwohl lebt in Köln.

## Filmografie
- 1999: Exklusiv (Kurzfilm)
- 2000: Schneller als der Zug
- 2000–2002: Lüthi und Blanc (Fernsehserie, 72 Folgen)
- 2000–2020: Lindenstraße (Fernsehserie, 425 Folgen)
- 2002: Freitagnacht
- 2003: Dario M.
- 2003: SOKO München (Fernsehserie, 1 Folge)
- 2003: Das Wunder von Bern
- 2004: Die Rettungsflieger (Fernsehserie, 1 Folge)
- 2005: Alarm für Cobra 11 – Die Autobahnpolizei (Fernsehserie, 1 Folge)
- 2006: Ladyland (Fernsehserie, 1 Folge)
- 2006–2008: Der Match (Fernsehserie, 2 Folgen)
- 2006: Grounding – Die letzten Tage der Swissair
- 2006: Flanke ins All
- 2008: SOKO Kitzbühel (Fernsehserie, 1 Folge)
- 2008: Das Papst-Attentat
- 2009: SOKO Wien (Fernsehserie, 1 Folge)
- 2009: Baby frei Haus
- 2009–2015: SOKO Köln (Fernsehserie, 2 Folgen, verschiedene Rollen)
- 2012: Ruhm
- 2015: Der 8. Kontinent
- 2016: Der Bestatter (Fernsehserie, 1 Folge)
- 2018: Mario
- 2022: Hillarious
- 2023: Liebes Kind (Miniserie)